# Lijst van trainers van Beerschot Voetbalclub Antwerpen
Dit is een lijst van trainers van het eerste elftal van Beerschot Voetbalclub Antwerpen.

## Trainers
| Naam              | Land van herkomst | Begin periode     | Einde periode     | Prijzen                                               | Opmerkingen/Wijze van vertrek     |
| ----------------- | ----------------- | ----------------- | ----------------- | ----------------------------------------------------- | --------------------------------- |
| Danny Veyt        | België            | 1 juli 1997       | 15 november 1998  |                                                       |                                   |
| Fi Van Hoof       | België            | 16 november 1998  | 30 juni 1999      |                                                       |                                   |
| Raoul Peeters     | België            | 15 oktober 2009   | 30 juni 2010      |                                                       |                                   |
| Philip van Dooren | België            | 1 juli 2011       | 28 november 2011  |                                                       |                                   |
| Chris Andries     | België            | 30 november 2012  | 30 juni 2013      |                                                       |                                   |
| Urbain Spaenhoven | België            | 1 juli 2013       | 25 februari 2016  | Eerste provinciale Antwerpen, Belgische Vierde klasse | Ontslagen                         |
| Dennis van Wijk   | Nederland         | 25 februari 2016  | 30 juni 2016      | Belgische Derde klasse                                | Ontslagen                         |
| Marc Brys         | België            | 1 juli 2016       | 21 mei 2018       |                                                       | Contract getekend bij STVV        |
| Stijn Vreven      | België            | 1 juli 2018       | 9 oktober 2019    |                                                       | Ontslagen                         |
| Hernán Losada     | Argentinië        | 9 oktober 2019    | 17 januari 2021   | Eerste klasse B                                       | Contract getekend bij D.C. United |
| Will Still        | Engeland, België  | 19 januari 2021   | 30 juni 2021      |                                                       | Onderling overleg                 |
| Peter Maes        | België            | 1 juli 2021       | 14 september 2021 |                                                       | Ontslagen                         |
| Javier Torrente   | Argentinië        | 21 september 2021 | 7 februari 2022   |                                                       | Ontslagen                         |
| Greg Vanderidt    | België            | 7 februari 2022   | 30 juni 2022      |                                                       | Ad interim, onderling overleg     |
| Andreas Wieland   | Oostenrijk        | 1 juli 2022       | 27 december 2023  |                                                       | Ontslag genomen                   |
| Dirk Kuijt        | Nederland         | 28 december 2023  | 30 juni 2025      |                                                       | Einde contract                    |
|                   |                   |                   |                   |                                                       |                                   |